# Manuel Bustamante Coronado
Manuel Jesús Bustamante Coronado (Lajas, 25 de mayo de 1949) es un educador, médico cirujano, dirigente sindicalista y político peruano. Fue congresista de la república por la región Cajamarca durante el periodo 2001-2006.

## Biografía
Manuel Bustamante nació en Lajas, ciudad ubicada en la provincia de Chota del departamento de Cajamarca, el 25 de mayo de 1949.
Estudió la primaria en la Escuela Pre - Vocacional N° 67 de Lajas y la secundaria en la Gran Unidad Escolar "San Juan" de Chota.
Ingresó a la Facultad de Educación Secundaria de la Universidad Nacional de Educación Enrique Guzmán y Valle (1969-1973) y en la Facultad de Medicina de la Universidad Nacional Mayor de San Marcos (1978-1986). También realizó un estudio postgrado en educación en la Pontificia Universidad Católica del Perú (1974-1976) y parasitología en la Universidad de Valencia en España (1996-1997).

## Trayectoria
Fue profesor de la Universidad Nacional de Educación Enrique Guzmán y Valle, en el Colegio Particular Winnetka del distrito de Chaclacayo en Lima y en el Colegio Josefa Carrillo y Albornoz de Chosica.
Como médico fue jefe del Centro de Salud del Instituto Peruano de Seguridad Social de la ciudad de Chota y director del Hospital de Apoyo Chota en el año 1992.
Fue también dirigente sindicalista, siendo presidente de la Comunidad Magisterial de Colegio Nacional Josefa Carrillo y Albornoz, secretario general del SUTEP en la sede del distrito de La Molina, secretario de la Federación de Mercados de Chosica, presidente y secretario del Cuerpo Médico del Hospital de Apoyo de Chota.

## Carrera política
Manuel Bustamante se inició en la política cuando en el año 1998 postuló a la alcaldía de la ciudad de Lajas. Sin embargo, su candidatura no tuvo éxito.
En el año 2000 se afilió al Frente Independiente Moralizador, partido político de Fernando Olivera, y postuló sin éxito al Congreso de la República, en la cual fue también opositor al gobierno de Alberto Fujimori. Al año siguiente en 2001, tras la caída del gobierno fujimorista, se convocaron a nuevas elecciones generales en las que Bustamante decidió participar por segunda vez al Congreso de la República como representante de la región Cajamarca. Finalmente, Manuel Bustamante fue elegido como congresista de la república con 18,715 votos, siendo luego juramentado para el periodo parlamentario 2001-2006.
Como congresista fue presidente de la Comisión de Mordenización de la gestión del estado (2001-2002), secretario de la Comisión de Salud (2002-2003) y vicepresidente de las Comisiones de Amazonía (2002-2003) y de Educación (2003-2004).
Al culminar su gestión, intentó ser reelegido en las elecciones del año 2006. Sin embargo, no tuvo éxito y su partido terminó disuelto en el año 2007.
En 2020 volvió con Fernando Olivera en su nuevo partido político, el Frente de la Esperanza, y luego en las elecciones municipales del año 2022 postuló sin éxito a la alcaldía de la provincia de Chota.